# Marie van Zandt
Pour les articles homonymes, voir Van Zandt.
Répertoire
Mignon (1880)
Le Pardon de Ploërmel (1881)
Lakmé (1883)
Scènes principales
Covent Garden
Opéra-Comique
Marie Van Zandt est une cantatrice américaine née le 8 octobre 1858 à New York et morte le 31 décembre 1919 à Cannes (Alpes-Maritimes).

## Biographie

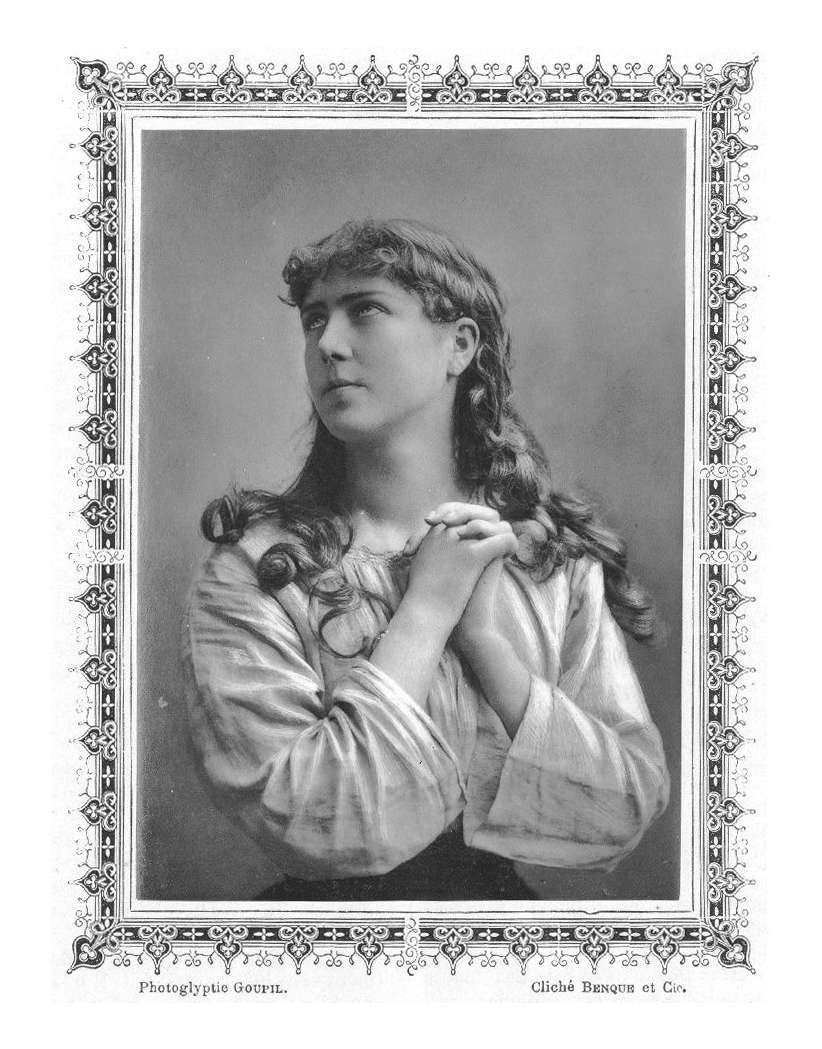
Marie Van Zandt dans le rôle-titre de Mignon (1880).

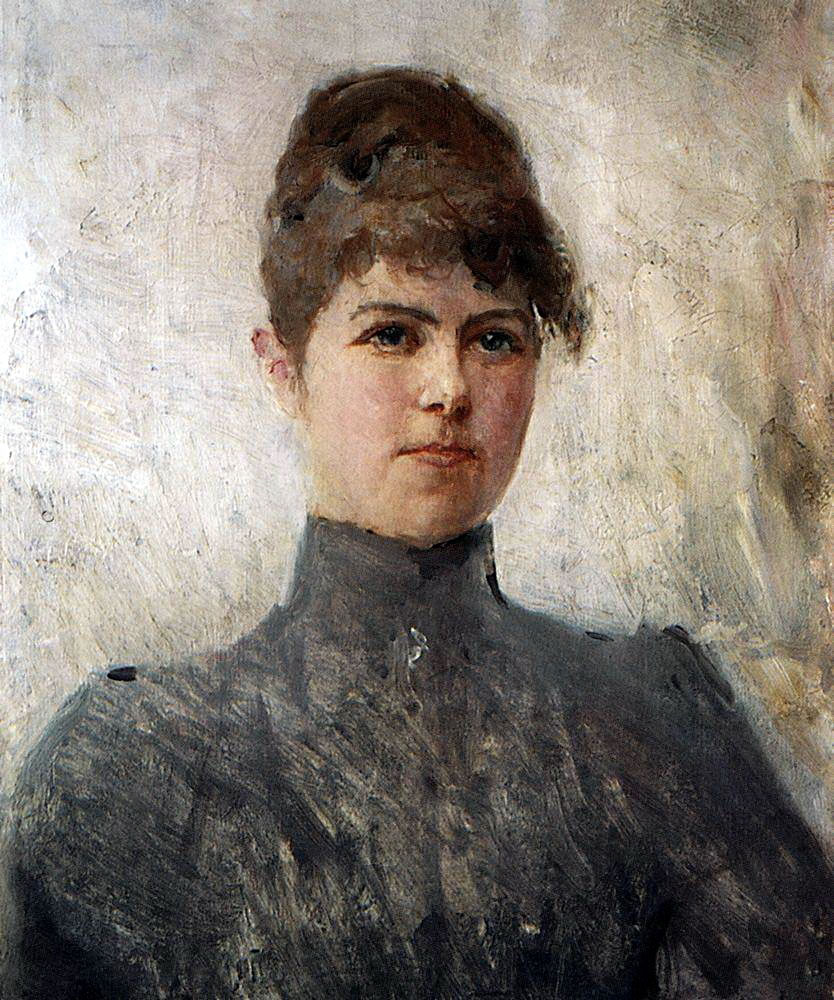
Portrait de Van Zandt par Valentin Serov (1886).

D'origine hollandaise, Marie Van Zandt naît dans une famille aisée. Dotée d'une jolie voix de soprano, elle suit des cours de chant en 1879 à Milan (Italie) avec Francesco Lamperti. Elle fait ses débuts sur la scène de l'opéra de Turin dans le rôle de Despina du Cosi fan tutte de Mozart. Mais pour arriver au sommet de la gloire, il faut absolument se produire à Paris.
Sa mère, connaissant un peu la capitale française puisqu'elle compte quelques amis au faubourg Saint-Germain, présente sa fille à Léon Carvalho, directeur de l'Opéra-Comique qui tombe sous le charme et la fait débuter le 20 mars 1880 dans le rôle-titre de Mignon, le célèbre opéra d'Ambroise Thomas,. Au baisser du rideau, la jeune diva de 21 ans a conquis tout Paris. Surnommée « Miss Fauvette » ou la « princesse Fauvette » par le public, elle enchaîne les succès avec Le Pardon de Ploërmel de Giacomo Meyerbeer (rôle de Dinorah) et Les Noces de Figaro de Mozart (rôle de Chérubin).
Alors qu'elle vient de créer avec un grand succès le rôle-titre de l'opéra de Léo Delibes Lakmé (14 avril 1883), elle annonce à Carvalho que, souffrante, elle doit annuler une représentation ; même chose deux semaines plus tard, alors qu'on murmure que la diva « défaillante » a été aperçue le soir même en train de « cachetonner » à une réception mondaine. La « princesse Fauvette » devient dès lors la « fée Caprice ». Le 9 novembre 1884, elle doit interpréter pour la première fois Rosine dans Le Barbier de Séville de Gioachino Rossini. Dans un état second, elle s'avère incapable de chanter et doit se retirer devant une salle comble, sous les sifflets et les huées. Elle est remplacée au pied levé par sa doublure, Cécile Mézeray, opportunément présente dans la salle. Certains journalistes évoquent un abus d'alcool, d'autres un mélange de calmants et de vin Mariani absorbé en raison du trac[réf. nécessaire]. Le scandale agite la presse durant plusieurs semaines.
Après quatre mois de silence, Marie Van Zandt fait sa rentrée dans Lakmé. La publicité aidant, la salle est pleine et elle remporte finalement un triomphe. Mais une cabale organisée dès la troisième représentation provoque une violente bagarre devant l'Opéra-Comique entre policiers et étudiants. À la suite de cette nouvelle mésaventure, la cantatrice annonce au directeur qu'elle ne chantera plus à Paris.

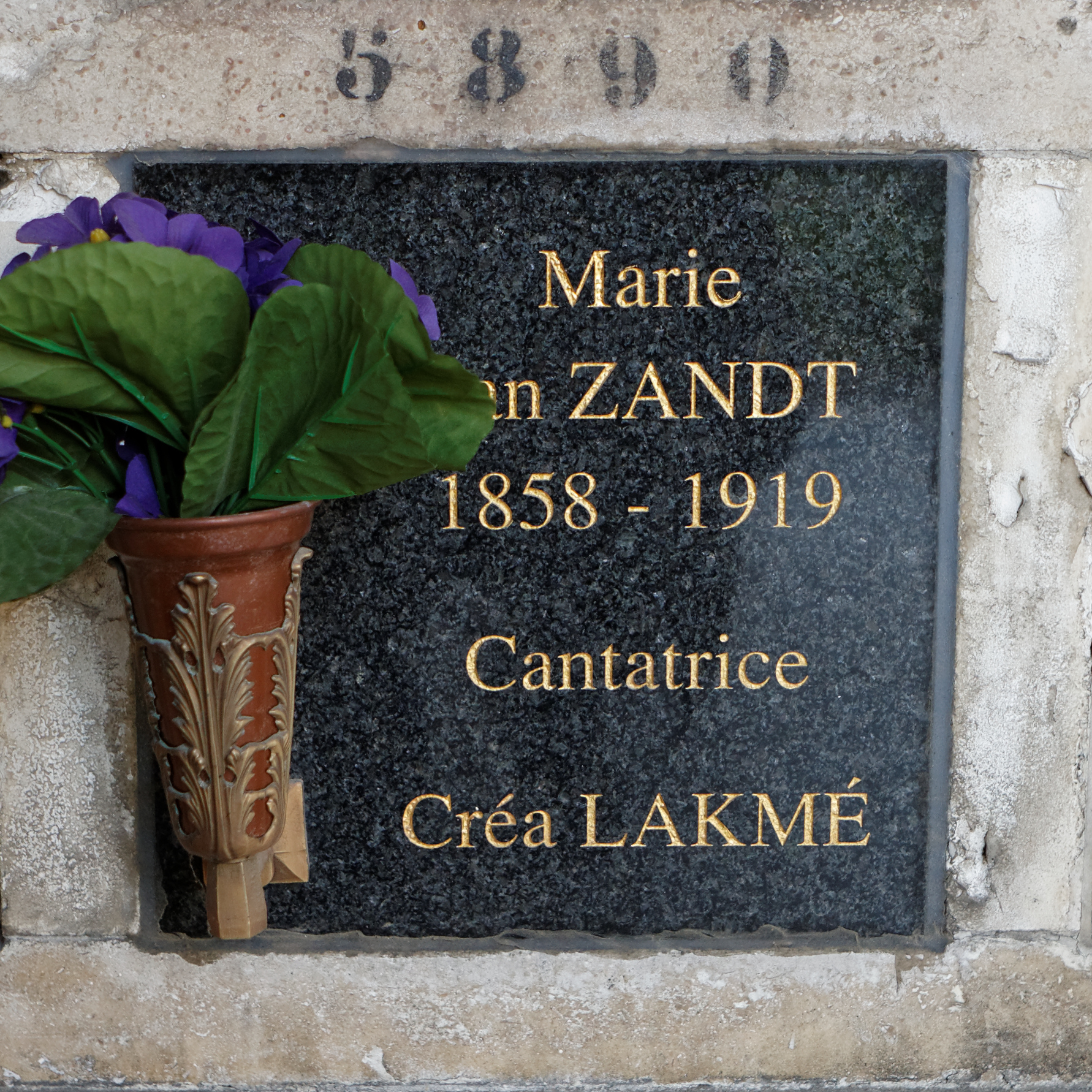
Plaque funéraire au Père-Lachaise

Elle parcourt le monde, riche et fêtée, elle chante par exemple en tournée au théâtre Mariinski de Saint-Pétersbourg en 1885 où elle interprète Lakmé et y revient plusieurs fois jusqu'en 1891. Elle chante pour les invités de Mme Lemaire, où elle croise Marcel Proust, et fréquente la haute société parisienne. Elle épouse le comte Mikhaïl Petrovitch Tcherinov/Tcherinoff (médecin personnel de Léon Tolstoï, Anton Tchekov, Piotr Ilitch Tchaïkovsky) qui l'introduit à la cour de Russie. Devenue veuve, elle se retire à Cannes où elle mène une vie paisible jusqu'à sa mort à l'âge de 61 ans. Ses cendres reposent au colombarium du Père-Lachaise (case 5890).

## Anecdotes
- Le banquier Alphonse de Rothschild fut l'un des admirateurs les plus fervents de Marie van Zandt : il louait tous les soirs les deux premiers rangs d'orchestre pour y placer ses amis et sa famille, chargés de soutenir et applaudir la diva[réf. nécessaire].
- Marie van Zandt est l'arrière-petite-fille de Wynant van Zandt III (1765-1831), président de la commission d'édification du New York City Hall[13].